# 御崎車両基地
御崎車両基地（みさきしゃりょうきち）とは、兵庫県神戸市兵庫区にある神戸市営地下鉄（神戸市交通局）海岸線の車両基地である。御崎公園駅と和田岬駅の中間にある。

## 概要
地上部は御崎公園として整備されている。また、御崎Uビル（神戸交通振興本社）や車両基地設備として車両搬入棟・台車搬入棟がある。地下1階は700台が収容可能な御崎公園地下駐車場で、車両基地はさらに地下2階に位置する。
海岸線車両の清掃・洗浄や車輪削正、列車検査、月検査、車両故障の対応のほか、重要部検査、全般検査など主要な検査が行われている。
ただし、重要部検査・全般検査は協力会社の川重車両テクノ（川崎重工業のグループ会社）に委託している。台車などの検査は阪神車両メンテナンスに委託している。

## 構内構造
構内平面図。地下2階に南北方向に全長384 m、東西方向に留置線・検車場部で全幅106.6 m、工場台車作業場部分の最大幅140.0 mの敷地を有する。地下2階部の最大深さは13.85 m。
本線から入出庫線が1線、並行して引上線が1線あり、引上線には車両洗浄装置が設置されている。構内には留置線10線（1 - 10番線）のほか、検車場として洗車線1線、列車検査線2線、月検線1線（11 - 14番線）に加えて前後検査線が1線ある。検車場の隣には車両搬入線と保線作業車の留置場所がある。場内には変電所がある。
検車場の向かいには重要部検査、全般検査を行う定期検査場がある。その隣には臨時検査・転削場があり、車輪転削盤のほか台車トラバーサーが1基ある。

## 所属車両
- 5000形電車
- 他に、構内での検修車両の入換用としてトモエ電機工業（現・新トモエ電機工業）製の軌陸式車両移動機（無車籍で機械扱い）が配置されている[9]。

## 歴史
- 2000年
  - 6月14日 - 5000形第一編成搬入。
  - 8月22日 - 一部区間で試運転開始。
  - 11月15日 - 全線で試運転開始。
- 2001年3月18日 - 5000形最終編成搬入。
- 2001年7月7日 - 開業。

## 周辺
- 御崎公園
- 御崎公園駅
- ノエビアスタジアム神戸

## その他
車庫内は、映画『交渉人 真下正義』のロケに使用された。映画の中では、「TTR西車両基地」となっていた。